# 甲米地起义
甲米地起义（西班牙語：El Motín de Cavite) 是1872年菲律宾軍人在甲米地省兵工厂發動的反對西班牙人的起事，  :107。起事人員大约為200名軍人和劳工。當時兵工厂工人一部分工资按人头税扣除，這些工人不滿，於是發動反對西班牙的起事。兵变没有成功，许多参与者被當局处决，同時西班牙統治者開始大規模鎮壓菲律宾民族主义运动。许多学者认为，甲米地起义是菲律宾民族主义思潮的开端，是菲律宾革命的先聲。